# Cosmosoma auranticincta
Cosmosoma auranticincta là một loài bướm đêm thuộc phân họ Arctiinae, họ Erebidae.